# ラ・シェーズ＝ル＝ヴィコント
ラ・シェーズ＝ル＝ヴィコント （La Chaize-le-Vicomte）は、フランス、ペイ・ド・ラ・ロワール地域圏、ヴァンデ県のコミューン。

## 地理
県中央部に位置するラ・シェーズ＝ル＝ヴィコントは、ラ・ロッシュ＝シュル＝ヨンの東10kmに位置する。

## 歴史
ラ・シェーズの歴史は、主にトゥアール子爵家と結びついている。11世紀、エメリー4世・ド・トゥアールは城と、サン・ニコラ教会の付属小修道院を建設した。また、彼は町の住民に免税特権を付与した。毎週開かれる市を除いて徴税が廃止され、誰もが自由に開業でき、または同じ町で買い物できた。ラ・シェーズの名はその創設者にちなんで名づけられている。ジョフロワ3世がラ・シェーズに定住した時代は（1104年-1124年）、この地が首都となっていた。城と小修道院の周りで町は発展していき、革命まで2つの教区が形成されていた。今も2つの隣り合う地区はマリレ川谷を挟んで向かい合っている。
15世紀、ラ・シェーズ＝ル＝ヴィコント領は、アンボワーズ家のトゥアール子爵領に組み込まれた。
トゥアール子爵の城は、西側の城壁が残っている。小修道院は東側が残っている。サン・ニコラ教会は幾度かの浮き沈みを経験している。1568年3月15日、新教徒によって教会は燃やされた。鐘楼、後陣、翼廊は崩壊した。これらが復活することはなかった。1757年に現在の鐘楼が建てられた。フランス革命の間、町の名はラ・シェーズ＝ル＝ププル（La Chaize-le-Peuple）であった。町は小郡の所在地になった。サン・ジャン・バティスト教区司祭は憲法宣誓をし、礼拝を守り続けることを許された。しかし、サン・ニコラ教区司祭は宣誓拒否したため、教会は閉鎖され、ヴァンデ戦争の間は共和国軍のための食肉処理場や肉屋として使われた。執政政府時代の1796年までに、礼拝が再び行われるようになった。しかしながら、国家資産とみなされた2つの教会は、個人が購入することはなく、多くの教会が受けたような外観を損なう変化を経験することはなかった。サン・ジャン・バティスト教会は1812年に取り壊された。いくつかの貴族の家と土地が国家資産として売却され、ラ・シェーズの土地に大きな富がもたらされた。ヴァンデ県中央部のフォントネー＝ル＝ププル（現フォントネー＝ル＝コント）から県都を移転するにあたり、ナポレオン1世はラ・シェーズ＝ル＝ヴィコントに県庁を置こうとした。最終的に、ナポレオン＝ヴァンデ（現ラ・ロッシュ＝シュル＝ヨン）が選ばれた。
19世紀初頭、職人たちによる経済活動が発展した。皮なめしと繊維産業である。カオリンとスレート石の採掘もおこなわれていた。1870年代、鉄道が商業の発展を可能にした。特にウシの市である。

## 人口統計
| 1962年 | 1968年 | 1975年 | 1982年 | 1990年 | 1999年 | 2008年 | 2013年 |
| ------ | ------ | ------ | ------ | ------ | ------ | ------ | ------ |
| 1865   | 1862   | 2081   | 2218   | 2287   | 2443   | 3210   | 3578   |

参照元:1962年から1999年まで人口の2倍カウントなし。1999年までEHESS/Cassini、2004年以降INSEE

### ノート
1. ↑  Réélu en 2014.